# 29299 Kazama
29299 Kazama este o planetă minoră (asteroid), cu un diametru de 6,136 km, din centura de asteroizi. A fost descoperită pe 15 octombrie 1993 la Kitami Observatory⁠(d) de Kin Endate. 
Obiectul prezintă o orbită caracterizată de o semiaxă mare de 2,5740269 UAi, o excentricitate de 0,07, o înclinație de 10,97513 ° în raport cu ecliptica.